# Гайсинская городская община
Гайсинская городская община (укр. Гайсинська міська громада) — территориальная община на Украине, в Гайсинском районе Винницкой области. Административным центром является город Гайсин.
Площадь общины — 657,77 км², население — 44 540 жителей (2020).

## Населенные пункты
В составе общины 1 город (Гайсин), 5 поселков и 37 сел:

### Поселки
- Губник
- Зятковцы
- Лесная Поляна
- Млынки
- Хороша

### Села
- Адамовка
- Басалычевка
- Бережное
- Бондури
- Барсуки
- Бубновка
- Сорняки
- Гнатовка
- Гунчо
- Дмитренко
- Жерденовка
- Заречье
- Карбовка
- Кисляк
- Киблич
- Кочуров
- Крутогорб
- Куна
- Кущинцы
- Ладыжинские Хутора
- Марьяновка
- Мелешко
- Новоселовка
- Огиевка
- Рахны
- Рахновка
- Розовка
- Семиречка
- Степашки
- Тарасовка
- Тымар
- Харпачка
- Чечелевка
- Шура-Бондуровская
- Ярмолинцы